# Tuhualite
La tuhualite è un minerale.